# As Long as I Love
As Long as I Love è un album di raccolta della cantante statunitense Dolly Parton, pubblicato nel 1970.

## Tracce
Side 1
1. Why, Why, Why – 2:19 (Bill Owens, Dolly Parton)
2. I Wound Easy – 2:17 (Owens)
3. I Don't Want You Around Me Anymore – 2:04 (Owens, Parton)
4. Hillbilly Willy – 1:55 (Parton)
5. This Boy Has Been Hurt – 2:15 (Owens, Parton)
6. Daddy Won't Come Home Anymore – 2:52 (Parton)

Side 2
1. As Long as I Love – 2:42 (Parton)
2. A Habit I Can't Break – 3:15 (Owens)
3. I'm Not Worth the Tears – 2:33 (Parton)
4. I Don't Trust Me Around You – 2:54 (Owens)
5. I Couldn't Wait Forever – 2:23 (Owens, Parton)
6. Too Lonely Too Long – 2:21 (Parton)